# Wake Up, Sunshine
Wake Up, Sunshine (в пер. с англ. Проснись, Солнце) — восьмой студийный альбом американской рок-группы All Time Low, вышедший 3 апреля 2020 года под лейблом Fueled by Ramen. Первый сингл «Some Kind Of Disaster» вместе с клипом вышел 21 января 2020 года.

## Список композиций
Стандартная версия
| №                   | Название                                     | Длительность |
| ------------------- | -------------------------------------------- | ------------ |
| 1.                  | «Some Kind Of Disaster»                      | 3:44         |
| 2.                  | «Sleeping In»                                | 3:01         |
| 3.                  | «Getaway Green»                              | 2:47         |
| 4.                  | «Melancholy Kaleidoscope»                    | 2:55         |
| 5.                  | «Trouble Is...»                              | 2:27         |
| 6.                  | «Wake Up, Sunshine»                          | 3:16         |
| 7.                  | «Monsters (featuring blackbear)»             | 2:54         |
| 8.                  | «Pretty Venom (Interlude)»                   | 3:03         |
| 9.                  | «Favorite Place (featuring The Band CAMINO)» | 3:14         |
| 10.                 | «Safe»                                       | 3:40         |
| 11.                 | «January Gloom (Seasons, Pt. 1)»             | 2:47         |
| 12.                 | «Clumsy»                                     | 3:02         |
| 13.                 | «Glitter&Crimson»                            | 3:03         |
| 14.                 | «Summer Daze (Seasons, Pt. 2)»               | 3:15         |
| 15.                 | «Basement Noise»                             | 3:06         |
| Общая длительность: | Общая длительность:                          | 46:14        |

Японские бонусные треки
| №                   | Название              | Длительность |
| ------------------- | --------------------- | ------------ |
| 16.                 | «I Hate That For You» | 2:57         |
| Общая длительность: | Общая длительность:   | 49:11        |